# 反转拟猿头蛤
反转拟猿头蛤（学名：Pseudochama retroversa），又名反轉偏口蛤，是偏口蛤科拟猿头蛤属的一种。

## 分佈及棲息地
本物種分佈於韩国及台灣海峽兩岸，即中国大陆的浙江南麂、福建的平潭、廈門及台湾的墾丁、澎湖及其他地方，也見於廣東湛江近海。
常栖息在潮间带至潮下带。